# Васильев, Антон Ефимович
Антон Ефимович Васильев (1885—1970) — рабочий-большевик, участник революционного движения, первый «красный директор» Путиловского завода.

## Биография
Родился в 1885 году в Псковской губернии в бедной крестьянской семье.
Его отец устроился на Путиловский завод, туда же в 13 лет поступил в 1898 году и сын, со временем став токарем по металлу лафетно-снарядной мастерской.
В 1904 году вступил в РСДРП(б). Участник Революции 1905 года.
В 1908—1913 годах — один из организаторов Нарвского райкома, член комитета завода «Айваз» на Выборгской стороне, член подпольного Петербургского комитета большевиков.
Неоднократно арестовывался. В 1916 году, скрываясь от преследования полиции, уехал в Ростов-на-Дону, где поступил на завод «Аксай».

### Завком и директор завода
После Февральской революции в марте 1917 года вернулся в Петроград, был избран председателем заводского комитета Путиловского завода.
В мае 1917 года был избран членом Нарвско-Петергофского райкома РСДРП(б) и от большевиков Нарвско-Петергофского района выдвинут делегатом на VII Всероссийской конференции РСДРП(б).
12 мая 1917 года партком, завком и лично А. Е. Васильев организовали многотысячный митинг рабочих путиловцев, на котором с речью выступал В. И. Ленин.
Летом 1917 года владельцы завода приняли решение закрыть завод в связи с отсутствием топлива, тогда завком во главе с А. Е. Васильевым создал топливную комиссию, направив её в Донбасс и на предприятия Петроградской губернии, в короткий срок раздобыла миллион пудов угля и нефти; завод был спасен, все рабочие остались на своих местах.
В Октябрьскую социалистическую революцию организовывал заводские отряды Красной Гвардии, член Военно-революционного комитета Нарвско-Петергофского района, участник Штурма Зимнего.
27 декабря 1917 года завод был национализирован, в соответствии с «Положение о рабочем контроле» ВЦИК заводской комитет получил доступ ко всем делам завода и утвердил Временным исполняющим обязанности директора А. Е. Васильева.
Хотя Васильев был прекрасным токарем, он не представлял, что должен делать директор. Член коллегии Народного комиссариата промышленности А. П. Серебровский, инженер-механник, представлявший путиловцев в Петербургском Совете рабочих депутатов…

…всю ночь напролёт обучал Васильева, как быть директором. А утром Антон Ефимович уносил с собой на завод четырнадцать пунктов, которые охватывали обязанности директора. В дальнейшем это легло в основу первого наброска книги Серебровского «Управление заводскими предприятиями», вышедшей в 1919 году.

Однако Васильев, понимая, что с тремя классами образования он сам не совсем подходит для этой должности, по работе столкнувшись с инженером артиллерийского отдела Иваном Алексеевичем Тугариновым, о котором он и раньше слышал как об энергичном и дельном человеке, предложил ему занять место директора, а сам снова занял своё место в заводском комитете.
В период обороны Петрограда в 1919 году — начальник Нарвского районного штаба обороны, военком бригады на фронте.
В дальнейшем на партийной и хозяйственной работе: был председателем Государственного объединения машиностроительных заводов (ГОМЗа) в Совете военной промышленности, членом ВЦИК.
С 1931 года — на пенсии.
Умер в сентябре 1970 года.

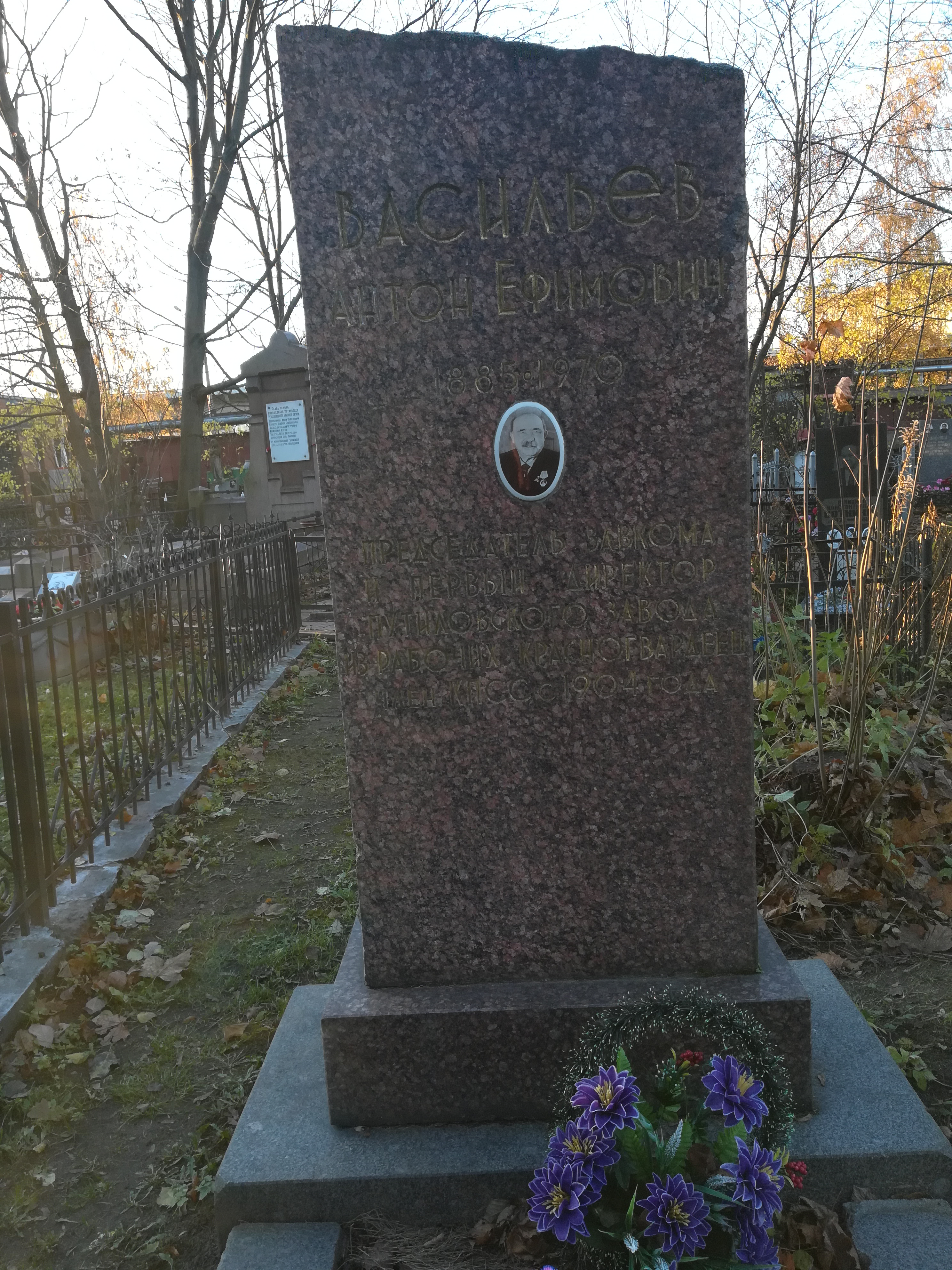
Могила А. Васильева

Похоронен в Ленинграде на Красненьком кладбище.

## Память
Имя А. Е. Васильева было присвоено медико-санитарной части № 7 Кировский завода (в 2002 году ликвидирована, здание передано Городскому клиническому онкодиспансеру).

## Факты
А. Е. Васильев является дядей Васильева В. Е. — советского военачальника.